# ريتشارد غودفري ريفرز
ريتشارد غودفري ريفرز (بالإنجليزية: Richard Godfrey Rivers)‏ هو رسام أسترالي، ولد في 22 نوفمبر 1858، وتوفي في 4 فبراير 1925.